# 2 ноября
2 ноября — 306-й день года (307-й в високосные годы) по григорианскому календарю.
До конца года остаётся 59 дней.
До 15 октября 1582 года — 2 ноября по юлианскому календарю, с 15 октября 1582 года — 2 ноября по григорианскому календарю.
В XX и XXI веках соответствует 20 октября по юлианскому календарю.

## Праздники и памятные дни

### Международные
- ООН — Международный день прекращения безнаказанности за преступления против журналистов[англ.][2]

### Национальные
- Беларусь — День памяти предков (Осенние Деды)[3]
- Гватемала,  Гондурас,  Мексика,  Сальвадор — День мёртвых.

### Религиозные
Католицизм
 — День всех душ, поминание умерших;
 — Память святителя Малахии, архиепископа Арманского (1148 год).
 Православие
 — память великомученика Артемия (362 год);
 — память священномученика Николая Любомудрова, пресвитера (1918 год);
 — память священномучеников Зосимы Пепенина, Иоанна Ганчева, Иоанна Речкина, Иоанна Родионова, Николая Фигурова, Леонида Никольского, Иоанна Талызина и Александра Орлова, пресвитеров, Михаила Исаева и Петра Кравца, диаконов и мученика Павла Бочарова (1937 год);
 — память праведного отрока Артемия Веркольского (1545 год).

### Именины
- Православные: Александр, Артемий, Герасим, Герман, Иван, Ирина, Зосима, Леонид, Матрона, Михаил, Николай, Павел, Пётр[14].

## События

### До XIX века
- 1721 — Пётр I принял титул Отца Отечества, Императора Всероссийского, Петра Великого, а Россия стала империей.
- 1790 — Александра Радищева, закованного в кандалы, фельдъегери увезли в Сибирь.

### XIX век
- 1831 — в Санкт-Петербурге на охтинском Адмиралтействе заложен фрегат «Паллада».
- 1849 — в Севастополе открыто здание Морской библиотеки, вентиляционная шахта которого — «Башня Ветров» — сохранилась до наших дней.
- 1856 — американский пассажирский пароход затонул после столкновения с другим пароходом у острова Нантакет. Погибли 260 человек.
- 1874 — учреждение в Кронштадте Минного офицерского класса и Минной школы для рядовых специалистов.

### XX век
- 1903 — вышел первый номер английской газеты «The Daily Mirror».
- 1914 — Первая мировая война: Российская империя объявила войну Турции.
- 1917 — Декларация Бальфура. Британский министр иностранных дел лорд Бальфур известил Лайонела Уолтера Ротшильда о согласии правительства Великобритании «на создание в Палестине национального очага для еврейского народа».
- 1918
  - Восстания в Вене и Будапеште; в этот же день Литовская Тариба отозвала приглашение к Вильгельму фон Ураху вступить на престол Литвы — Королевство Литва было упразднено.
  - СНК принял постановление «О мерах для улучшения снабжения Красной Армии предметами военного снаряжения».
- 1920 — в США на президентских выборах победу одержал республиканец Уоррен Г. Гардинг.
- 1922 — в Берлине прошла конференция экспертов по валютам, которые анализируют положение немецкой марки.
- 1927 — в Ленинграде сооружён самый большой закрытый плавательный бассейн в СССР.
- 1932 — Эхтерфуль, Германия. В гористой местности разбился самолёт Junkers F.13 компании Lufthansa. Все 5 человек на борту погибли.
- 1936 — «Би-би-си» начала первые телевизионные передачи с высоким разрешением из своей студии в Кристал Пэлас.
- 1937 — на пяти башнях Московского Кремля впервые зажглись рубиновые звёзды.
- 1938 — Венгрия аннексировала Южную Словакию.
- 1939 — Верховный Совет СССР принял Закон о включении Западной Белоруссии в состав СССР с воссоединением её с Белорусской ССР (формально — на основании решения Народного Собрания Западной Белоруссии от 29 октября).
- 1940 — введены персональные воинские звания для рядового и младшего начсостава РККА.
- 1941 — в Ульяновске открыт Ульяновский филиал Центрального музея В. И. Ленина.
- 1942
  - Нацистами уничтожено гетто в Ружанах.
  - Нацистами уничтожено гетто в Лысково.
  - Указ Президиума ВС СССР «Об образовании Чрезвычайной Государственной Комиссии по установлению и расследованию злодеяний немецко-фашистских захватчиков и их сообщников и причинённого ими ущерба гражданам, колхозам, общественным организациям, государственным предприятиям и учреждениям СССР».
  - Ежедневная газета «Старз энд страйпс» для американских военнослужащих в Европе начала печататься в Лондоне, в типографии британской газеты «Таймс».
- 1943
  - Депортация карачаевцев в Сибирь и республики Средней Азии.
  - Начался прорыв линии Барбара.
- 1944 — подписание соглашения Тито — Шубашича об образовании единого правительства Югославии.
- 1946 — сильное землетрясение в северной части Чаткальского хребта повредило сотни зданий в Ташкенте и других городах.
- 1947 — попытку подняться в воздух совершил самолёт с самым большим размахом крыльев (97,51 м).
- 1948
  - На президентских выборах в США победил демократ Гарри Трумэн.
  - В США Маргарет Чейз-Смит стала первой избранной в Сенат женщиной.
- 1953 — в Пакистане Конституционная ассамблея приняла решение провозгласить Исламскую Республику Пакистан.
- 1955
  - В Марокко упразднён Тронный совет, созданный 17 октября для возобновления франко-марокканских переговоров.
  - В Израиле бывший премьер-министр Давид Бен-Гурион возвратился к активной политической деятельности и сформировал новое коалиционное правительство.
  - Журнал «Биллборд» опубликовал первый список 100 лучших песен — Billboard Hot 100.
- 1956
  - Венгерское правительство заявило о выходе страны из Варшавского договора (заключён в 1955) и обращается к ООН и западным державам за помощью против вторжения советских войск.
  - СССР использовал своё право вето для отклонения требования западных держав рассмотреть критическое положение, сложившееся в Венгрии.
  - Демонстрация литовской молодёжи в Вильнюсе и Каунасе.
- 1959 — хоккейный вратарь Жак Плант из «Монреаль Канадиенс» после того как шайба, брошенная игроком «Нью-Йорк Рейнджерс» Энди Батгейтом, в очередной раз попала ему в лицо, покинул лёд и после наложения семи швов возвратился на площадку в маске, которую изготовил сам из стеклопластика и резины.
- 1960 — в Великобритании в нашумевшем деле «леди Чаттерлей» суд присяжных постановил, что роман Дэвида Лоуренса «Любовник леди Чаттерлей» не является непристойным.
- 1961 — после длительных переговоров новое правительство Израиля сформировал Давид Бен-Гурион.
- 1962
  - Президент США Кеннеди объявил о том, что СССР демонтировал свои ракеты на Кубе.
  - Джулиус Ньерере избран президентом Танганьики (современная Танзания).
  - Британский бизнесмен Гревилл Винн арестован в Будапеште по обвинению в шпионаже и позднее был выдан СССР.
- 1963 — в Южном Вьетнаме свергнуто правительство Нго Динь Зьема. Он сам и его брат, начальник службы безопасности Нго Динь Ню убиты.
- 1964 — король Сауд IV свергнут с престола Саудовской Аравии. Новым королём стал его брат Фейсал.
- 1965
  - Энвер Ходжа объявил об установлении союзнических отношений с КНР и разрыве своих отношений с СССР.
  - В СССР на околоземную орбиту выведена космическая станция «Протон-2».
- 1967 — в Ленинграде открылся новый Ланской мост через Чёрную речку.
- 1970 — в Великобритании ликвидировано Министерство цен и доходов.
- 1976 — на президентских выборах в США победу одержал демократ Джимми Картер.
- 1978
  - Начал выходить в свет «Дейли стар» — новая британская газета бульварного толка.
  - В Южной Африке судья Мостерт, игнорируя требование премьер-министра Боты о сохранении секретности, сообщил итоги расследования по делу бывшего Министерства информации.
- 1982
  - На промежуточных выборах в Конгресс США значительного успеха добились демократы. Республиканцы сохранили лидирующие позиции в сенате.
  - Национальный союз горняков Великобритании 61 процентом голосов высказался против забастовки, предлагаемой в связи с разногласиями в вопросе об оплате труда и закрытии шахт.
- 1983
  - На Чрезвычайном пленарном заседании Генеральная Ассамблея ООН приняла резолюцию, в которой содержится осуждение вооружённой интервенции США против Гренады и требование безотлагательного вывода иностранных войск из этой страны.
  - Правительство Южной Африки провело референдум среди белых граждан по вопросу об изменениях в конституции, которые касаются создания трёхпалатного парламента (для белых, цветных и индийцев) и выборов президента страны членами парламента. Две трети принявших участие в голосовании высказались за внесение изменений.
- 1984 — Ангола согласилась уменьшить число кубинских военнослужащих в стране в том случае, если Южная Африка откажется от управления Намибией.
- 1985 — в связи с введением чрезвычайного положения правительство Южной Африки наложило ограничения на сообщения о беспорядках в стране.
- 1986 — американский заложник Дэвид Якобсен освобождён в Бейруте (Ливан) после вмешательства британского посланника Терри Уэйта.
- 1988
  - Британский премьер-министр Маргарет Тэтчер начала трёхдневный официальный визит в Польшу, в ходе которого она провела переговоры с председателем Совета министров Польши и встретилась на Гданьском кораблестроительном заводе с Лехом Валенсой.
  - «Червь», запущенный студентом Робертом Моррисом, впервые обнаружен в Массачусетском технологическом институте. Вирус поразил компьютерную сеть ARPANET, выводя узлы сети из строя. Студент попал под суд, был оштрафован и 26 июля 1989 условно осуждён.
- 1993 — решение о посвящении женщин в духовный сан англиканской церкви одобрено палатой лордов британского парламента.
- 1994 — на севере Пакистана вспыхнуло восстание, участники которого протестовали против превращения страны в исламское государство.

### XXI век
- 2004 — действующий президент США Джордж Буш-мл. переизбран на второй срок, опередив сенатора Джона Керри.
- 2008 — 23-летний Льюис Хэмилтон впервые стал чемпионом мира по автогонкам в классе «Формула-1».
- 2016 — «Чикаго Кабс» выиграли Мировую серию Главной лиги бейсбола спустя 108 лет после предыдущей победы.

## Родились

### До XVIII века
- 1470 — Эдуард V (ум. после 1483), король Англии (с 9 апреля по 25 июня 1483).
- 1699 — Жан-Батист Шарден (ум. 1779), французский живописец.

### XVIII век
- 1734 — Даниэль Бун (ум. 1820), американский охотник-первопроходец.
- 1739 — Август Карл Диттерс фон Диттерсдорф (ум. 1799), австрийский композитор и скрипач.
- 1752 — Андрей Разумовский (ум. 1836), российский дипломат и меценат, светлейший князь.
- 1755 — Мария Антуанетта (казнена в 1793), французская королева, супруга короля Людовика XVI.
- 1766 — Йозеф Радецкий (ум. 1858), австрийский фельдмаршал и государственный деятель, граф.
- 1783 — Александр Саблуков (ум. 1857), российский военный инженер и изобретатель, генерал-лейтенант.
- 1795 — Джеймс Нокс Полк (ум. 1849), 11-й президент США (1845—1849).

### XIX век
- 1806 — Генри Келлетт (ум. 1875), британский арктический мореплаватель, вице-адмирал.
- 1815 — Джордж Буль (ум. 1864), английский математик, разработавший алгебру логики.
- 1835 — Дмитрий Минаев (ум. 1889), русский поэт-сатирик, журналист, переводчик, критик.
- 1843 — Марк Антокольский (ум. 1902), российский скульптор, академик Императорской АХ.
- 1844 — Мехмед V Решад (ум. 1918), султан Османской империи.
- 1847 — Жорж Сорель (ум. 1922), французский социальный философ, публицист, политик.
- 1857 — Жозеф Бабинский (ум. 1932), французский врач-невролог, академик.
- 1858 — Яков Абрамов (ум. 1906), русский публицист, журналист, литературный критик.
- 1861
  - Морис Блондель (ум. 1949), французский религиозный философ.
  - князь Георгий Львов (ум. 1935), российский политик, глава кабинета министров Временного правительства.
- 1862 — Майронис (настоящее имя Йонас Мачюлис; ум. 1932), литовский поэт и католический священник.
- 1865 — Уоррен Гамалиел Гардинг (ум. 1923), 29-й президент США (1921—1923).
- 1868 — Ёкояма Тайкан (наст. имя Сакаи Хидэмаро; ум. 1958), японский художник.
- 1871 — Адриан Непенин (убит в 1917), русский военно-морской деятель, командующий Балтийским флотом (1916—1917).
- 1874 — Рудольф Брейтшейд (погиб в 1944), один из лидеров германской социал-демократии.
- 1878 — Дмитрий Зеленин (ум. 1954), советский фольклорист и этнограф.
- 1884 — Михаил Шулейкин (ум. 1939), русский советский учёный в области радиотехники, академик АН СССР.
- 1886 — Евгений Косминский (ум. 1959), советский историк-медиевист, академик АН СССР.
- 1893
  - Елена Булгакова (ум. 1970), третья жена писателя М. А. Булгакова, хранительница его литературного наследия.
  - Виктор Синайский (ум. 1968), советский скульптор и педагог.
- 1894 — Георгий Гурвич (ум. 1965), российский правовед и французский социолог-позитивист.
- 1898 — Александр Покровский (ум. 1979), советский военачальник, генерал-полковник.

### XX век
- 1901 — Дмитрий Лелюшенко (ум. 1987), генерал армии, дважды Герой Советского Союза, герой ЧССР.
- 1902
  - Дьюла Ийеш (ум. 1983), венгерский поэт, писатель, переводчик, общественный деятель.
  - Сергей Лебедев (ум. 1974), создатель первых советских ЭВМ серии БЭСМ, академик АН СССР.
  - Михаил Яншин (ум. 1976), актёр театра и кино, театральный режиссёр, народный артист СССР.
- 1905 — Колин Кларк (ум. 1989), британский экономист и статистик.
- 1906
  - Даниил Андреев (ум. 1959), русский писатель, автор религиозно-философского учения «Роза Мира».
  - Лукино Висконти (ум. 1976), итальянский режиссёр театра, оперы и кино.
- 1911 — Одиссеас Элитис (ум. 1996), греческий поэт, лауреат Нобелевской премии (1979).
- 1913 — Берт Ланкастер (ум. 1994), американский актёр и политик, лауреат премий «Оскар», «Золотой глобус» и др.
- 1917 — Дарвард Ноулз (ум. 2018), багамский яхтсмен, олимпийский чемпион 1964 года, участник 8 Олимпийских игр.
- 1921 — Билл Мосиенко (ум. 1994), канадский хоккеист украинского происхождения.
- 1923
  - Анатолий Гребнев (ум. 2002), советский и российский кинодраматург.
  - Иван Лазутин (ум. 2010), русский советский писатель, драматург.
- 1925 — Владимир Гориккер (ум. 2021), советский и российский режиссёр театра и кино, сценарист.
- 1927
  - Стив Дитко (ум. 2018) — американский писатель и художник комиксов.
  - Юрий Трутнев (ум. 2021), советский и российский учёный-физик, академик, доктор технических наук.
- 1929 — Рафик Тарар (ум. 2022), президент Пакистана (1998—2001).
- 1931
  - Жерар Барре, французский актёр, исполнитель в кино ролей д’Артаньяна и Скарамуша.
  - Дон Уолш (ум. 2023), американский морской специалист и учёный.
- 1933 — Нина Ерёмина (ум. 2016), советская баскетболистка, чемпионка мира, двукратная чемпионка Европы, спортивный телекомментатор.
- 1934 — Кен Розуолл, австралийский теннисист, победитель 24 турниров Большого шлема в разных разрядах.
- 1935 — Михаил Пляцковский (ум. 1991), советский поэт-песенник и драматург.
- 1938
  - Донья София Греческая и Датская, королева-консорт Испании, супруга короля Хуана Карлоса I.
  - Ричард Серра (ум. 2024), американский скульптор.
- 1944
  - Александр Метревели, советский теннисист.
  - Патрис Шеро (ум. 2013), французский оперный, театральный и кинорежиссёр, актёр, сценарист.
  - Кит Эмерсон (покончил с собой в 2016), британский рок-музыкант, клавишник и композитор.
- 1946 — Алан Джонс, австралийский автогонщик, чемпион мира в классе «Формула-1» (1980).
- 1947 — Наталья Гурзо, советская и российская актриса театра и кино, мастер дубляжа.
- 1950 — Любомир Любоевич, югославский и сербский шахматист, гроссмейстер.
- 1959 — Саид Ауита, марокканский бегун, олимпийский чемпион на дистанции 5000 метров (1984).
- 1961 — Кей Ди Лэнг (Кэтрин Дон Ланг), канадская поп- и кантри-певица, автор песен.
- 1963 — Борут Пахор, словенский политик, премьер-министр страны (2008—2012), президент Словении (с 2012 года).
- 1965
  - Ирина Богушевская, советская и российская певица, поэтесса, композитор.
  - Шахрух Хан, индийский киноактёр, продюсер и телеведущий.
- 1966 — Дэвид Швиммер, американский актёр, режиссёр и продюсер.
- 1972 — Владимир Воробьёв, российский хоккеист и тренер.
- 1974
  - Prodigy (наст. имя Альберт Джонсон, ум. 2017), американский рэпер, продюсер, писатель.
  - София Полгар, венгерская шахматистка.
  - Руслан Салей (погиб в 2011), белорусский хоккеист.
- 1975
  - Елена Захарова, российская актриса театра и кино.
  - Стефан Сарразен, французский автогонщик.
- 1976 — Тьерри Омейе, французский гандболист, вратарь, двукратный олимпийский чемпион, 5-кратный чемпион мира
- 1980 — Диего Лугано, уругвайский футболист.
- 1981 — Татьяна Тотьмянина, российская фигуристка, олимпийская чемпионка (2006).
- 1988 — Юлия Гёргес, немецкая теннисистка, бывшая 9-я ракетка мира.
- 1989
  - Стеван Йоветич, черногорский футболист, лучший бомбардир в истории национальной сборной.
  - Люк Шенн, канадский хоккеист.
- 1995 — Ханна Эберг, шведская биатлонистка, двукратная олимпийская чемпионка.
- 1997 — Филип Гронек, чешский хоккеист.
- 1998 — Элки Чон, гонконгская певица и актриса.
- 2000 — Альфонсо Дейвис, канадский футболист.

## Скончались

### До XIX века
- 1327 — Хайме II (р. 1267), король Арагона (1291—1327) и король Сицилии (1285—1291).
- 1664 — Спиридон Потёмкин, старообрядческий писатель, богослов и проповедник.

### XIX век
- 1804 — Джордж Морланд (р. 1763), британский пейзажист и анималист.
- 1813 — Дмитрий Неверовский (р. 1771), российский генерал-лейтенант, герой Отечественной войны 1812 года.
- 1844 — Михаил Магницкий (р. 1778), русский поэт, публицист, деятель народного просвещения.
- 1846 — Эсайас Тегнер (р. 1782), шведский поэт-романтик, епископ, член Шведской академии.
- 1852 — Пётр Котляревский (р. 1782), русский военный деятель, генерал от инфантерии.
- 1854 — Антон Панн (р. 1794, 1796, 1797 или 1798), румынский писатель, поэт, композитор, фольклорист.
- 1887 — Йенни (Женни) Линд (р. 1820), шведская оперная певица (сопрано).
- 1889 — Николай Успенский (р. 1837), русский писатель.
- 1895 — Жорж Дантес (р. 1812), французский офицер, убийца А. С. Пушкина.
- 1897 — Рутерфорд Алькок (р. 1809), английский медик и дипломат, кавалер ордена Бани.

### XX век
- 1905 — Альберт Кёлликер (р. 1817), швейцарский гистолог и эмбриолог.
- 1907 — повешен Афанасий Матюшенко (р. 1879), один из руководителей восстания на броненосце «Потёмкин».
- 1929 — Станислав Барцевич (р. 1858), польский скрипач, педагог и дирижёр.
- 1930 — Альфред Лотар Вегенер (р. 1880), немецкий геофизик и метеоролог, создатель теории дрейфа материков.
- 1933 — Александр Сибиряков (р. 1849), русский золотопромышленник, меценат, исследователь Сибири.
- 1937 — Владимир Иохельсон (р. 1855), советский этнограф, исследователь народов Крайнего Севера.
- 1944 — Павел Никифоров (р. 1884), советский геофизик, член-корреспондент АН СССР.
- 1948 — Вера Мичурина-Самойлова (р. 1866), русская театральная актриса, педагог, мемуарист, народная артистка СССР.
- 1950 — Джордж Бернард Шоу (р. 1856), ирландский писатель, лауреат Нобелевской премии по литературе (1925).
- 1955 — Борис Старк (р. 1883), советский учёный-металлург, член-корреспондент АН СССР.
- 1956 — Константин Державин (р. 1903), советский литературовед, театровед и переводчик.
- 1958 — Адам Карс[англ.] (р. 1878), британский музыковед, композитор, педагог.
- 1960 — Димитрис Митропулос (р. 1896), греческий дирижёр, пианист и композитор.
- 1961 — Джеймс Тёрбер (р. 1894), американский художник комиксов, писатель-юморист.
- 1963 — убит Нго Динь Зьем (р. 1901), президент Южного Вьетнама (1955—1963).
- 1964 — Елена Ильина (настоящее имя Лия Яковлевна Прейс; р. 1901), советская писательница.
- 1966
  - Садао Араки (р. 1877), японский военный и политический деятель, генерал.
  - Петер Дебай (р. 1884), нидерландский и американский физик и химик, лауреат Нобелевской премии (1936).
- 1972 — Александр Бек (р. 1903), русский советский писатель.
- 1975 — убит Пьер Паоло Пазолини (р. 1922), итальянский кинорежиссёр, поэт и писатель-прозаик.
- 1979 — Валентин Гранаткин (р. 1908), советский футболист и хоккеист (вратарь), спортивный чиновник.
- 1982 — Николай Минх (р. 1912), советский композитор и дирижёр.
- 1986 — Гарри Браун[англ.] (р. 1917), американский сценарист и писатель.
- 1991 — Ирвин Аллен[англ.] (р. 1916), американский продюсер и кинорежиссёр.
- 1995 — Яков Колотыркин (р. 1910), советский и российский физико-химик, академик АН СССР и РАН.
- 2000 — Ева Моррис (р. 1885), британская долгожительница, на тот момент — самый старый человек в мире.

### XXI век
- 2003 — Лев Горлицкий (р. 1906), советский конструктор бронетехники.
- 2004 — убит Тео ван Гог (р. 1957), нидерландский кинорежиссёр, публицист и актёр.
- 2007 — Игорь Моисеев (р. 1906), хореограф, балетмейстер, народный артист СССР.
- 2010 — Рудольф Баршай (р. 1924), советский, швейцарский и израильский альтист и дирижёр.
- 2012 — Завен Аршакуни (р. 1932), советский и российский живописец, график и сценограф армянского происхождения.
- 2016 — Олег Попов (р. 1930), советский и немецкий артист цирка, актёр, народный артист СССР.
- 2019 — Мари Лафоре (наст. имя Майтена Мари Брижит Думенак; р. 1939), франко-швейцарская певица и актриса
- 2023
  - Уолтер Дэвис (р. 1954), американский баскетболист, олимпийский чемпион (1976).
  - Ютта Мюллер (р. 1928), крупнейший немецкий (ГДР) тренер по фигурному катанию. Герой труда ГДР (1984).
  - Юрий Темирканов (р. 1938), советский и российский дирижёр, педагог, общественный деятель; народный артист СССР (1981).

## Приметы
Садок, Артемий.
- Садока молят об избавлении от случайной смерти.
- Артемий — защитник от грыжи да отёков внутренностей. К Артемию обращаются за помощью при «грыжной болезни».
- День Атаманов, воинских предводителей. Есть поверье, что на защиту рождённого в этот день встаёт мати зверям — волчица. И близок этот человек по духу лесу, зверям, птицам. Волчий корень — ему покорен. Волчье лыко — его улыбка. Мати зверям — волчица — его заступница[15].
- На Артемьев день квасят капусту[16].